# الیور بنت
الیور بنت (انگلیسی: Oliver Bennett؛ زادهٔ ۷ نوامبر ۱۹۹۲) راننده مسابقه‌ای اهل بریتانیا است.